# Benoît Springer
Benoît Springer (Saintes, 7 april 1973) is een Franse striptekenaar.

## Biografie
Benoît studeerde aan de school voor beeldende kunsten in Bordeaux en volgde daarna de opleiding striptekenen aan de École de l'Image in Angoulême. Nog voor hij afstudeerde, maakte hij een compleet verhaal, 'Les Enfants du Nil' dat gepubliceerd werd in het collectief verzamelingsalbum van studenten van zijn opleiding. Hij maakte kennis met Christophe Gibelin, met wie hij zijn eerste album maakte in de serie Schaduwland. Daarna volgden een aantal series die niet allemaal in het Nederlands taalgebied zijn verschenen. Vanaf 2008 maakte Benoit een aantal oneliners, meestal op scenario's van Séverine Lambour.

## Reeksen
- Schaduwland, 1996 - 2001
- Volunteer, 2002 - 2006
- Hanté, 2008,
- La rebouteuse, 2009
- Cécile, 2010
- On me l'a enlevée, 2010
- De kronieken van Konvooi, 2011
- Een mooie reis, 2013
- Onafscheidelijk, 2016
- Wie laatst lacht, 2018

- Biblioteca Nacional de España: XX1247652
- Bibliothèque nationale de France: cb13074285r (data)
- Gemeinsame Normdatei: 1173303219
- International Standard Name Identifier: 0000 0004 4458 5610
- Library of Congress Control Number: no2008064322
- Nationale Bibliotheek van Polen: a0000003314806
- Nederlandse Thesaurus van Auteursnamen: 155203703
- Système universitaire de documentation: 055279821
- Virtual International Authority File: 102286317